# The Return of the Chlorophyll Bunny
The Return of the Chlorophyll Bunny는 2003년 12월 3일에 발매된 OLIVIA의 4번째 미니앨범이다. 가사는 전부 영어로 되어있다. 타워 레코드에서 독점 판매되었다.

## 트랙리스트
1. Dreamcamp
2. Skip to a little#
3. Purple Box
4. Under Your Waves
5. Space Halo

## 순위
| 일자       | 순위       | 집계        |
| 2003/12/09 | 첫등장21위 | 12/01~12/07 |
| 1주        | 최고21위   |             |

- 출처 : https://web.archive.org/web/20100608164555/http://tom-neko.hp.infoseek.co.jp/